# Anyphaenoides clavipes
Anyphaenoides clavipes là một loài nhện trong họ Anyphaenidae.
Loài này thuộc chi Anyphaenoides. Anyphaenoides clavipes được Cândido Firmino de Mello-Leitão miêu tả năm 1922.